# Saadcore
Saadcore – wydany w 2008 roku album niemieckiego rapera Baba Saad.

## Lista utworów
CD 1
1. Intro
2. Straßenpolitik
3. Drei (feat. Bushido & D-Bo)
4. Der Smog
5. Hier geht es nicht um dich
6. Alles wegen dir
7. Regen (feat. Bushido)
8. Leben (Skit)
9. Das Leben ist so
10. Beirut
11. Ich schieß
12. La Familia (feat. Bushido & Kay One)
13. Saad Capone
14. Manchmal
15. Jamila
16. Yayo
17. Kopf durch die Wand (feat. Joka)
18. Zeig mir deine Freunde (feat. Ado)
19. Outro

CD 2
1. Es wird Zeit
2. Was kann ich dafür?
3. Air Force One (feat. Nyze)
4. Was willst du machen? (feat. Bizzy Montana)
5. Hasta La Vista
6. Das Leben ist so (Screwaholic Remix)
7. Regen (Video)